# Sortenfertigung
Als Sortenfertigung bezeichnet man in der Industriebetriebslehre einen Fertigungstyp, der die Produktion von produktions- und absatzverwandten Produkten in verschiedenen Ausprägungen zu Gegenstand hat, die in größeren Stückzahlen als Lose nacheinander auf derselben Produktionsanlage hergestellt werden.
Die Sortenfertigung ist ein Sonderfall der Massenproduktion und weist große Ähnlichkeiten mit der Serienfertigung auf. Aus diesem Grund wird sie auch häufig als differenzierte Massenfertigung bezeichnet. Im Gegensatz zur Massenproduktion ist bei der Sortenfertigung die Zahl der produzierten Einheiten begrenzt, da regelmäßig eine Umstellung auf die Produktion einer anderen Sorte stattfindet, die mit Umrüstkosten verbunden ist. Zu typischen Merkmalen der Sortenfertigung zählen:
- Zeitlich und mengenmäßig begrenzte Produktion mehrerer Produkte (Sorten).
- Die Erzeugnisse sind eng miteinander verwandt und weisen nur geringe Unterschiede hinsichtlich Funktionalität, Abmessungen, Verarbeitung oder Gestalt auf.

Ein Beispiel ist die Fertigung von Gartenzwergen in verschiedenen Farben und Größen, wobei der Grundstoff (Ton) gleich bleibt. Traditionelle Industriebetriebe mit Sortenfertigung sind Brauereien, Käsereien, Papierfabriken oder Walzwerke. Oft genannte Sortenprodukte sind auch Schrauben, Kerzen, Fruchtjoghurte und andere.
Sonderformen der Sortenfertigung sind die Partiefertigung und die Chargenfertigung.

## Fertigungstypen
Nach der Homogenität der Produkte und der Häufigkeit der Leistungswiederholung wird zwischen Einzelfertigung, Massenfertigung, Serienfertigung und Sortenfertigung unterschieden:
| Fertigungstyp   | Merkmale | Beispiele                         |
| --------------- | --- | --------------------------------- |
| Einzelfertigung | ein Produkt/eine Dienstleistung wird nur einmal hergestellt, auch wenn später gleiche oder ähnliche Produkte/Dienstleistungen hergestellt werden                     | Bauwirtschaft, Friseur            |
| Massenfertigung | große Mengen an Produkten/Dienstleistungen werden wiederholt auf derselben Produktionsanlage hergestellt                                                             | Konsumgüter, Zahlungsverkehr      |
| Serienfertigung | die gleichzeitige oder unmittelbar aufeinander folgende Produktion mehrerer gleichartiger Produkte (Serie) auf verschiedenen Produktionsanlagen                      | Automobilindustrie, Modeindustrie |
| Sortenfertigung | produktions- und absatzverwandte Produkte in verschiedenen Ausprägungen, die in größeren Stückzahlen nacheinander auf derselben Produktionsanlage hergestellt werden | Brauerei, Buchdruck               |

Es kommt insbesondere darauf an, ob eine oder mehrere Produktionsanlagen zum Einsatz kommen und inwieweit die Durchlaufzeiten synchronisiert sein müssen. 

## Abgrenzung zur Serienfertigung oder Massenfertigung
Serienfertigung, Sortenfertigung oder Massenfertigung lassen sich wie folgt unterscheiden:
| Fertigungsverfahren | Charakteristikum                                                                  | Beispiel            |
| ------------------- | --------------------------------------------------------------------------------- | ------------------- |
| Serienfertigung     | mehrere Einheiten verschiedener Produkte auf unterschiedlichen Produktionsanlagen | Automobilfertigung  |
| Sortenfertigung     | mehrere Einheiten verschiedener Produkte auf einer Produktionsanlage              | Buchdruck           |
| Massenfertigung     | hohe Stückzahlen identischer Produkte auf einer Produktionsanlage                 | Getränkeherstellung |

## Ablauf der Produktion
Die Sortengüter können entweder parallel in verschiedenen oder aber nacheinander auf ein und demselben umstellbaren Produktionssystem in Losen produziert werden. Vor dem Sortenwechsel muss die Produktionsanlage meist auf die neue Sorte umgerüstet werden. In manchen Fällen kann die Umstellung auch während des laufenden Produktionsprozesses erfolgen oder automatisch, wobei es zu Ausschussprodukten kommen kann.
Der kritische Punkt bei der Sortenfertigung ist die simultane Programm- und Ablaufplanung im Zusammenhang mit der Bestimmung der Losgröße und der Festlegung der Sortenreihenfolge. Es wurden deshalb mehrere Methoden wie die klassische Losformel entwickelt, um die Serien-, Los- bzw. Fertigungsauftragsgröße kostenmäßig und ablauftechnisch zu optimieren.
Die typischen Organisationsformen der Sortenfertigung sind
- Werkstättenfertigung,
- Gruppenfertigung und
- Reihen- oder Fließfertigung.

## Vorteile und Nachteile
- Zu den Vorteilen zählen
  - bestmögliche Ausnutzung der Betriebsmittel führt zu einer Fixkostendegression,
  - Möglichkeit der Rationalisierung des Fertigungsvorganges,
  - Kostensenkung gegenüber Einzelfertigung durch Nutzung einer Produktionsanlage.
- Die Nachteile sind:
  - anfallende Fixkosten pro Rüstvorgang nach jeder Sortenproduktion unabhängig von der Fertigungsmenge,
  - mangelnde Produktionsflexibilität (keine Sonderanfertigungen),
  - Lagerkosten aufgrund sehr großer Losgrößen.